# Puigcernau
Puigcernau és una masia del municipi de Torà (Solsonès) inclosa a l'Inventari del Patrimoni Arquitectònic de Catalunya.

## Situació
La masia està al nord-est del petit nucli de Sant Serni, a tocar de la masia de les Viles. Aprofiten l'extrem nord d'una allargassada carena envoltada de camps de conreu.
Per anar-hi cal agafar la pista que surt de la carretera de Torà a Ardèvol, aproximadament a 5,8 km. de Fontanet (41° 50′ 30″ N, 1° 28′ 51″ E / 41.841622°N,1.480732°E) i es pren direcció nord (senyalitzat "Les Viles"). A un centenar de metres, en un encreuament, s'agafa la pista de la dreta que no es deixa fins a arribar a les masies (1 km). La primera és Puigcernau i la segona les Viles.

## Descripció
Edifici de tres plantes i quatre façanes.

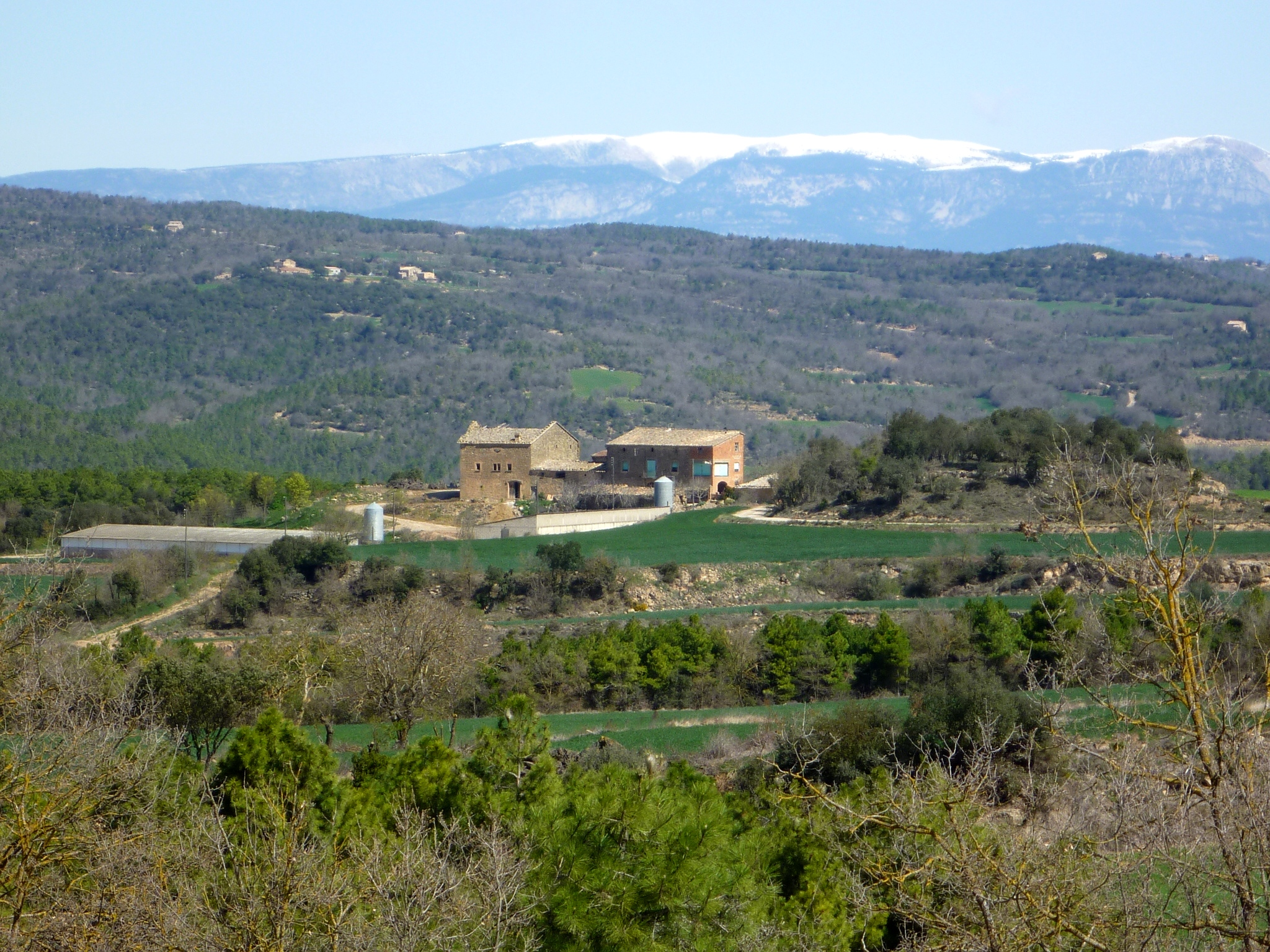
Les Viles i Puigcernau

A la façana principal (sud), a la planta baixa hi ha l'entrada d'arc rebaixat. A la clau de l'arc té una pedra decorada amb unes inicials: M-O. A la dreta, hi ha una petita obertura. A la planta següent, hi ha un balcó, amb una finestra a cada costat. A la darrera planta hi ha tres petites finestres. En una part ampliada de la casa, en aquesta façana, hi ha un parell de finestres. Aquesta part ampliada és feta de maons. A la façana nord, hi ha diverses estructures adjuntes a la façana, una d'elles possiblement és un cup de vi, ara aprofitat com a terrassa. Hi ha una entrada que dona a aquesta terrassa.
A la façana oest, a la part dreta té adjunt una construcció més moderna, feta la part de dalt amb maons. A la façana de la casa, a la planta baixa hi ha una finestra amb llinda de pedra. A la planta següent hi ha dues finestres. La façana est, està ocupada per l'ampliació. En aquesta part nova hi ha una entrada amb arc rebaixat a la planta baixa, i unes quantes finestres. La coberta és d'un vessant (sud), acabada amb teules.
Davant de la façana principal, hi ha un petit edifici que tenia funcions de conillera.

## Història
Es desconeix la datació aproximada. La part més antiga pot ésser del segle xviii, però l'origen remot ha d'ésser l'època medieval. Modernament s'hi han afegit diversos edificis.